# RWE-Tower
RWE-Tower (рус. Башня RWE) — офисное высотное здание в городе Дортмунд (федеральная земля Северный Рейн-Вестфалия). Здание расположено на площади Platz von Amiens. Здание служит штаб-квартирой компании «RWE Vertrieb AG» — дочернего предприятия компании «RWE». В здании работает около 700 сотрудников компании.

RWE-Tower является самым высоким зданием Дортмунда. Среди всех сооружений Дортмунда RWE-Tower уступает только телевизионной башне «Florianturm».

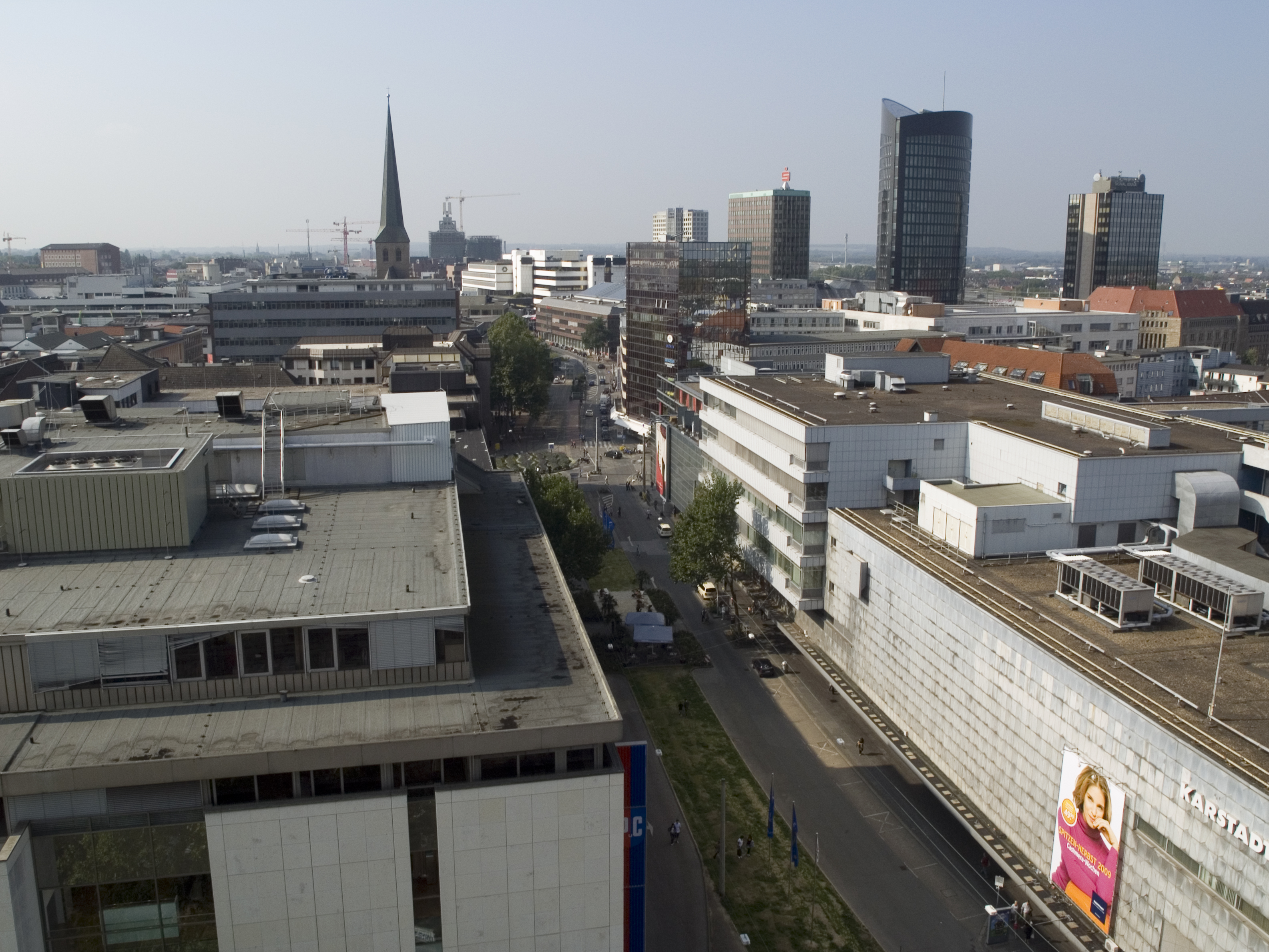
Вид на RWE-Tower с колокольни церкви Святого Ринальда

Строительство RWE-Tower началось 9 декабря 2003 года по проекту архитектурного бюро «Gerber Architekten», а торжественное открытие состоялось 24 августа 2005 года. Фасад здания облицован антрацитовым китайским гранитом. Стоимость строительства составила 50 млн. евро.

Технические данные:
- Высота башни — 91 м
- Высота башни вместе с антенной — 105 м
- Количество окон — 1680
- Количество надземных этажей — 21
- Количество подземных этажей — 3
- Количество лифтов — 9 (из них один внешний)
- Общая площадь помещений — 22 000 м²